# AWA Midwest Tag Team Championship
AWA Midwest Tag Team Championship fue un campeonato de lucha libre profesional en parejas perteneciente a la American Wrestling Association. Este campeonato era para luchadores de nivel medio y principalmente era defendido en la zona de Omaha, Nebraska.

## Lista de campeones
| Luchadores:                                  | Reinado Juntos: | Derrotaron a:                                            | Fecha:                  | Ubicación:          |
| -------------------------------------------- | --------------- | -------------------------------------------------------- | ----------------------- | ------------------- |
| Luke Brown (1) & Jake Smith (1)              | 1               | N/A                                                      | 15 de octubre de 1966   | N/A                 |
| Francis St. Claire (1) & Dale Lewis (1)      | 1               | Rod Reed & Tim Woods                                     | 17 de marzo de 1967     | Omaha, Nebraska     |
| Vacante                                      | N/A             | N/A                                                      | 1967                    | N/A                 |
| Doug Gilbert (1) & Reggie Parks (1)          | 1               | Mitsu Arakawa & Dale Lewis                               | 12 de agosto de 1967    | Omaha, Nebraska     |
| Mike DiBiase (1) & Bob Orton Sr (1)          | 1               | Doug Gilbert & Reggie Parks                              | 1967                    | N/A                 |
| Doug Gilbert (2) & Reggie Parks (2)          | 2               | Mike DiBiase & Bob Orton                                 | noviembre de 1967       | N/A                 |
| Bob Orton Sr (2) & Mad Dog Vachon (1)        | 1               | Doug Gilbert & Dale Lewis                                | 15 de marzo de 1968     | Omaha, Nebraska     |
| Doug Gilbert (3) & Reggie Parks (3)          | 3               | Bob Orton & Mad Dog Vachon                               | 22 de marzo de 1968     | Omaha, Nebraska     |
| Bob Orton (3) & Mad Dog Vachon (2)           | 2               | Doug Gilbert & Reggie Parks                              | 1968                    | N/A                 |
| Dale Lewis (2) & Stan Pulaski (1)            | 1               | Bob Ortob & Mad Dog Vachon                               | julio de 1968           | N/A                 |
| The Avenger (1) & Mike DiBiase (2)           | 1               | Dale Lewis & Stan Pulaski                                | octubre de 1968         | N/A                 |
| Reggie Parks (4) & Woody Farmer (1)          | 1               | The Avenger & Stan Pulaski                               | 12 de octubre de 1968   | N/A                 |
| Butcher (1) & Mad Dog Vachon (3)             | 1               | Reggie Parks & Woody Farmer                              | 11 de enero de 1969     | Omaha, Nebraska     |
| Stan Pulaski (2) & Chris Tolos (1)           | 1               | Butcher & Mad Dog Vachon                                 | 25 de enero de 1969     | Omaha, Nebraska     |
| Bob Geigel (1) & The Viking (1)              | 1               | Stan Pulaski & Chris Tolos                               | 8 de marzo de 1969      | Omaha, Nebraska     |
| Bob Ellis (1) & Stan Pulaski (3)             | 1               | Bob Geigel & The Viking                                  | 12 de julio de 1969     | N/A                 |
| Vacante                                      | N/A             | N/A                                                      | 1969                    | N/A                 |
| Reggie Parks (5) & Stan Pulaski (4)          | 1               | Ali Ben Kahn & The Great Kiura en la final de un torneo. | 15 de noviembre de 1969 | Omaha, Nebraska     |
| The Claw (1) & Rock Rogowski (1)             | 1               | Reggie Parks & Stan Pulaski                              | 1971                    | N/A                 |
| Reggie Parks (6) & Stan Pulaski (5)          | 2               | The Claw & Rock Rogowski                                 | 1971                    | N/A                 |
| Ox Baker (1) & Rock Rogowski (2)             | 1               | Reggie Parks & Stan Pulaski                              | 1971                    | N/A                 |
| Bob Ellis (2) & Alberto Torres (1)           | 1               | Ox Baker & Rock Rogowski                                 | mayo de 1971            | N/A                 |
| vacante                                      | N/A             | debido a la muerte de Alberto Torres                     | 16 de junio de 1971     | N/A                 |
| Ox Baker (2) & The Claw (2)                  | 1               | N/A                                                      | agosto de 1971          | N/A                 |
| Jerry Miller (1) & Johnny Valentine, Jr. (2) | 1               | Ox Baker & The Claw                                      | 11 de agosto de 1971    | Creighton, Nebraska |
| Ox Baker (3) & The Great Kusatsu (1)         | 1               | Jerry Miller & Jonny Valentine, Jr.                      | 1971                    | N/A                 |
| Jerry Miller (2) & Johnny Valentine, Jr. (2) | 2               | Ox Baker & The Great Kusatsu                             | 9 de octubre de 1971    | N/A                 |
| Lars Anderson (1) & Larry Henning (1)        | 1               | Jerry Miller & Johnny Valentine, Jr.                     | 16 de octubre de 1971   | Omaha, Nebraska     |
| Reggie Parks (7) & Stan Pulaski (6)          | 3               | Lars Anderson & Larry Henning                            | 5 de febrero de 1972    | N/A                 |
| Abandonado                                   | N/A             | N/A                                                      | N/A                     | N/A                 |

## Mayor Cantidad de Reinados

### En Parejas
- 3 veces: Doug Gilbert & Reggie Parks y Reggie Parks & Stan Pulaski
- 2 veces: Bob Orton Sr & Mad Dog Vachon y Jerry Miller & Johnny Valentine, Jr.

### Individualmente
- 7 veces: Reggie Parks
- 6 veces: Stan Pulaski
- 3 veces: Bob Orton Sr, Doug Gilbert, Mad Dog Vachon y Ox Baker
- 2 veces: Bob Ellis, Dale Lewis, Mike Dibisase, Jerry Miller, Johnny Valentine Jr, Rock Rogowski y The Claw